# Claudie Sabajo
Claudie Andrea Sabajo, gehuwd Doornkamp, is een Surinaams politicus. Ze is lid van de Nationale Democratische Partij (NDP) en van 2020 tot 2025 lid van de De Nationale Assemblée (DNA).

## Biografie
Sabajo is moeder en van inheemse afkomst. Ze is lid van de vrouwenorganisatie van Marijkedorp. Van minimaal 2018 tot 2020 was ze bestuurslid van de Regionale Gezondheidsdienst. In hetzelfde jaar startte ze een onderneming in bruilofts- en verjaardagstaarten, dat ontstond uit een hobby die ze sinds haar twintigste heeft. Ze is daarnaast werkzaam bij de Energiebedrijven Suriname.
Sinds minimaal 2012 is ze voorzitter van de subafdeling Albina van de NDP. Rond 2018 was ze lid van de Districtsraad van Marowijne. 
In 2019 maakte ze met een NDP-delegatie een werkbezoek aan de Communistische Partij van China in Peking. Tijdens de parlementsverkiezingen van 2020 was ze voor haar partij lijsttrekker in Marowijne en verwierf ze een zetel in DNA.
Tijdens de verkiezingen van 2025 stond zij op nummer 19 van de lijst van de NDP. Zij werd op 28 juli 2025 lid van DNA, nadat er zetels vrijkwamen door de vorming van het nieuwe kabinet.